# 生活協同組合コープさっぽろ
生活協同組合コープさっぽろ（せいかつきょうどうくみあいコープさっぽろ）は、北海道札幌市西区発寒に本部を置く生活協同組合である。

## 概要

### 事業
広報誌では次の事業を挙げている。
- 店舗
- 宅配トドック
- 移動販売車カケル
- 社会給食
- エネルギー
- 水工場
- 共済
- フリエ（葬祭事業、1996年開始）[3]
- トラベル
- 生活文化事業

### 組合概要
記載がない限り2022年3月20日現在。
- 役員（2022年6月現在）

理事長 大見英明
専務理事 岩藤正和
常務理事 米内徹、小松均
- 出資金 832億3896万9000円
- 事業高（合計） 3097億円（2021年3月21日〜2022年3月20日）
- 組合員数 192万1098名
- 組合員組織率 69.4%（2021年1月末現在の北海道の世帯数276万7595世帯）
- 職員数（子会社含む数値）

正規職員 2,464名
契約職員 2,179名
パート・アルバイト職員 15,024名

### 主な代表者
組合長
- 高倉新一郎

会長
- 足羽進三郎
- 大公一郎
- 平公夫
- 麻田信二
- 荒川裕生

理事長
- 真鍋康弘
- 河村征治
- 内舘晟
- 松村喬
- 大見英明

## 歴史
北海道大学生活協同組合が、大学職員官舎の入居者のために学外に設置した店舗を一般開放するために分離独立し、1965年（昭和40年）に設立された札幌市民生活協同組合（市民生協）が母体である。生協としての事業規模はコープこうべ（兵庫県）に次ぎ、長年全国2位であったが、2000年代以降徐々に差を詰め、2010年（平成22）度決算で初めて首位となる。その後、2013年（平成25年）には関東地区の生協が事業統合して誕生したコープみらい（旧さいたまコープ）に首位の座こそ譲ったが、現在でも日本有数の規模を誇る生協のひとつとして、業界内では強い影響力を持つ。
バブル期には理事長・河村征治の指揮下で大型商業施設を次々と展開、当時の流通界の覇者だったダイエーのような姿を目指していたと言われる。また、地域に根ざした生協の理念から逸脱しているとの批判も受けながらも、道央・道南・道北にあった生協の経営統合（実態は吸収合併）を行って事業を拡大する。これは当時の各生協が各市町村とその周辺地域で事業展開するのが当たり前だった中では大変画期的なことだったが、事業拡大を進めるうちにバブルが崩壊して有利子負債が膨らみ、1998年（平成10年）には事実上の経営破綻にまで追い込まれた。
全国2位の巨大生協であるため、破綻すれば全国の生協や取引業者などへ甚大な影響が波及する「生協ドミノ」を招きかねず、1998年（平成10年）には日本生活協同組合連合会から派遣された内舘晟を理事長に迎え、当年と翌年で合計約216億円の資金支援を受けた。店舗閉鎖などには組合員の賛同が必要であるなど諸制約がありながら大胆な改革を断行し、小規模店舗を中心に不採算店を大幅に削減した。なお、経営悪化の一因となったGMS型の大型店舗は現在でもルーシー店やシーナ店など複数展開しており、道内のスーパーマーケットとしてはイオン北海道・アークスグループ（ラルズ・東光ストアなど）と共に三強の一角を占める。
その後は運営も安定し、他の道内生協との経営統合や提携を進め、活動区域もほぼ全道に広がった。また生協に限らない他の小売事業者との提携による、経営強化や経営再建支援もしている（後述）。
協同購入による灯油の大口需要家でもあり、コープさっぽろにおける灯油の協同購入価格は、北海道における灯油販売価格の事実上の指標となっているため、毎年秋に行われる石油元売各社との間の価格交渉は道内で大きな注目を集める。
2012年（平成24年）3月、食パンや冷凍食品について価格を不当に表示したとして、道から行政指導を受ける。道によると、コープさっぽろは2010年9月から12年2月まで、パンの割引販売を行う際、割引価格と比較する通常価格を、実際に販売している価格よりも高く表示しており、消費者に実際よりも値下げ幅が大きいと誤認させるおそれがあり、「景品表示法」に違反するとして、道はコープさっぽろに改善などを指示した。同様の行為は、シリアルで6年前から、冷凍食品では9年前から続いていた。コープさっぽろは「通常価格に対する認識が不十分だった。道の指示を真摯にうけとめたい」としている。
2015年（平成27年）、創立50周年を機にルーシー店と北12条店のリニューアルから全てアルファベットでかつ緑と白で統一された新ロゴマークとなり、以後は全ての店舗で新ロゴマークとなった。また、7月1日より、Visa、マスター、JCB、ダイナース、アメックスといった、いわゆる「国際5大ブランド」のクレジットカードが利用出来るようになった。その前日までは、後述のcloverトドックと、ニッセンレンエスコート、日専連カード、エヌシー日商連の4種しか使うことが出来なかった。
2017年（平成29年）9月1日、国際5大ブランド加盟により一時的に加盟店契約を解約していたエヌシー日商連と再契約を結んだ。
2022年（令和4年）12月7日、これまで実施していた「本体価格46円均一祭」が食品値上げの影響で販売できる商品が少なくなったため、定例実施を終了した。ブロッコリーやかいわれ大根など青果のほか、飲料、日配品などが対象になっていた。

### 沿革
- 1965年（昭和40年） - 「札幌市民生活協同組合」として発足。7月18日創立総会開催、10月1日創業
- 1968年（昭和43年） - プライベートブランド商品第1号「CO・OP生協しょうゆ」発売
- 1969年（昭和44年）
  - 名称を「生活協同組合市民生協」に変更
  - 市民生協開発商品第1号「生協サイダー（全糖）」開発・発売
- 1970年（昭和45年）
  - 「旭川市民生協」と「小樽市民生協」を統合
  - 商品分析室設置
- 1975年（昭和50年） - 「北海道勤労者住宅生協『ひまわり団地』」の店舗事業を統合
- 1977年（昭和52年） - 共済の取扱を開始
- 1978年（昭和53年） - 「中央市民生協」、「函館市民生協」を統合
- 1979年（昭和54年） - 「真駒内団地生協」を統合
- 1981年（昭和56年） - 店舗遠隔地の協同購入月例配達を開始
- 1986年（昭和61年） - 石狩食品工場開設
- 1990年（平成2年） - 名称を「生活協同組合市民生協コープさっぽろ」に変更、組合長体制から会長ー理事長体制に変更
- 1997年（平成9年） - 協同購入戸配事業を開始
- 2000年（平成12年） - 名称を「生活協同組合コープさっぽろ」に変更
- 2002年（平成14年） - 「道央市民生協」と事業提携
- 2003年（平成15年） - 「釧路市民生協」を統合、「宗谷市民生協」と事業提携
- 2005年（平成17年） - 「宗谷市民生協」を統合、「コープ十勝」「コープどうとう」と事業提携
- 2006年（平成18年） - 「道央市民生協」、「コープどうとう」を統合
- 2006年（平成18年） - 協同購入事業を宅配事業「コープ宅配システム『トドック』」に一本化
- 2007年（平成19年） - 「コープ十勝」を統合、道内地域生協の統合を完了[8]
- 2008年（平成20年）
  - 「コープ未来（あした）の森づくり基金」設立
  - セカンドロゴに「－CO₂OP（マイナス シーオーツー オペレーション）」導入
  - 江別エコセンターを開設[8]
  - レジ袋全店有料化開始[8]
  - 毒ギョーザ事件を受け、中国製食品の販売中止[9]。
- 2009年（平成21年）
  - 志賀綜合食料品店・別海農協・魚長と提携[8]
  - 旭友ストアー事業継承[8]
- 2009年（平成21年） - 円山動物園と提携の「ホッキョクグマ応援プロジェクト」開始
- 2010年（平成22年）
  - 旧旭友ストア店舗8店舗開店（4月・5月・7月）
- 2010年（平成22年） - 「コープ子育て支援基金」設立。絵本の無償配本「えほんがトドック」募集スタート（7月）
- 2010年（平成22年） - おびひろ動物園がホッキョクグマ応援プロジェクトに加入（8月）
- 2010年（平成22年） - 宅配システム「トドック」BDF車300台パレード『ギネス世界記録認定』（9月）
  - 移動販売車「おまかせ便」スタート[8]（9月）
  - 大型木造店舗「ECO･OP」西宮の沢店開店（10月）
  - コープ配食サービススタート[8]（10月）
- 2011年（平成23年）
  - 経営支援をしていた室蘭市の志賀綜合食料品店を特別清算、コープさっぽろの直営店として継承
  - 釧路市動物園がホッキョクグマ応援プロジェクトに加入
  - 帯広にメガソーラーを設置[8]
- 2012年（平成24年）
  - 直営斎場を開設[8]
  - 幼稚園向けの給食を開始[8]
- 2013年（平成25年）
  - 北海道と「包括連携協定」締結
  - 新規加入最低出資金額を千円に引き下げ[8]
  - 旭川市旭山動物園がホッキョクグマ応援プロジェクトに加入
- 2014年（平成26年）
  - 電子マネー「ちょこっとカード」導入[8]
  - 海外商品輸入を担う子会社「コープトレーディング」設立[10]。
- 2015年（平成27年） - クレジットカード「国際5大ブランド」対応開始（7月）
- 2016年（平成28年） - 新電力「トドック電力」サービス開始[8]
- 2017年（平成29年）
  - 全道生協統合10周年・組合員170万人
  - 大学生育英奨学金制度導入
  - クレジットカード エヌシー日商連と再契約（9月）
- 2019年（令和元年）
  - 中央スーパー（留萌市）に、関連会社のコープトレーディングを通じて過半数を出資。傘下に収める（11月）
  - サツドラホールディングスと包括業務提携契約を締結[11]（12月）
- 2021年（令和3年） - コープトレーディングを通じて札幌駅立売商会を傘下に収める[12]。
- 2023年（令和5年） - コープトレーディングを通じてクレードル興農の事業を新旧分離方式で継承[13]。
- 2024年（令和6年）9月4日 - リラィアブルと包括連携協定を締結した[14]。

### 他事業者との提携
前述の通り北海道内の市民生協を統合しているほか、生協以外の小売事業者との業務提携も進めている。
- 2009年（平成17年）には道内地場スーパーの「魚長」（函館市）や「志賀綜合食料品店」（室蘭市）と提携、経営支援に乗り出している。なお志賀総合食料品店は2011年（平成23年）に特別清算、一部店舗がコープさっぽろの直営店に転換されている。
- 2010年（平成22年）には旭川電気軌道の子会社である旭友ストアーの会社清算に際して主要店舗の多くを譲り受けている。
- 2015年（平成27年）12月28日付で、ファミリーマートと業務提携に向けた基本合意を締結した[15]。
- 2019年（令和元年）6月17日、留萌市に本社を置くスーパーマーケット「チューオー」を運営する企業・中央スーパーと業務提携を結ぶことを発表[16][注 4]、同年9月13日には提携契約を締結したことを発表[17]。同年11月には事実上の資本提携（同生協の子会社・コープトレーディングが中央スーパーに出資）も行っている[18]。
  - 店舗展開の調整も図られ、2019年（令和元年）7月26日にはチューオー羽幌店を、同町にコープさっぽろも出店済みであったことから閉店[19]。また、2024年（令和6年）1月13日には閉店するAコープえんべつ店跡（るもい農業協同組合運営、遠別町本町3）[20] にコープさっぽろが新規出店することから、老朽化しているチューオー遠別店（遠別町本町6）は同月末で閉店した[21]。2025年5月6日に閉店したチューオー増毛店を引き継ぎ、コープさっぽろましけ店として5月30日にオープンした[22]。
- 2019年（令和元年）8月3日、北海道を中心に展開するドラッグストア運営企業「サッポロドラッグストアー」などを傘下に持つ持株会社・サツドラホールディングスと包括業務提携に関する検討及び協議を開始したことを発表、商品取扱や物流の統合等を目指すとした[23]。同年12月20日に正式に提携契約を締結[11]。
  - その後、2020年12月に両者の商品仕入れを担う合弁企業「北海道MD機構株式会社」（両者ならびに加藤産業が出資）を設立[24]、2021年5月16日にはコープさっぽろがサッポロドラッグストアーのフランチャイジーとして商品供給を受ける契約を結ぶ[25] といった提携を進めている。
  - 2022年3月18日移転開業した、しずない店のドラッグ売り場は、サツドラ主導でレイアウト、商品構成、什器のカラーリングなどを決め、初の協業売り場となった[26]。
- 2024年9月4日、コーチャンフォーを展開するリラィアブルと読書推進を通じた子育て支援や物流、出店の協業を見据えた包括連携協定を締結した[14]。

また、個別店舗の運営においてコープさっぽろから商品の供給を受ける例も見られる。
- 2012年4月6日には、峰延農業協同組合が美唄市で営業していた店舗「JAみねのぶ店」が、コープさっぽろのフランチャイズ店舗としての営業に転換された[27]。
- 2018年4月21日に雨竜郡北竜町に開店したスーパーマーケット「ココワ」は、コープさっぽろより商品を仕入れて営業している。もともと町内に所在したスーパーマーケット（Aコープ）が閉店の意向を示したことを受けたもので、店舗等の設備は町の振興公社が設置する。[28][29][30]
- 2019年4月25日より雨竜郡妹背牛町の丸イ新谷商店が運営する「フレッシュマートしんたに」が、妹背牛町や妹背牛町商工会の支援のもと、仕入れやレジシステムをコープさっぽろから導入しての営業に転換した[31]。

## 組合員証
組合加入（カード発行）の場合、出資金1,000円が必要）。
　
2009年度までは、組合員証を「レインボーカード」と称していたが、2010年度からは「組合員証」に呼称を統一。
組合員証を用いてポイントサービスを行っており、330円（税抜）ごとに1ポイント（コープさっぽろポイント）付与され、500ポイント達成で500円分のポイント券を発行またはちょこっとカードへのオートチャージが出来る。また、毎月1・2・3日や週末に10倍のポイントが加算される。また、これらの日以外にも頻繁にポイントの高い日が設定される。なお、過去には5倍の日も存在した。但し、税抜き1,000円以上の買い物をした場合にのみ5倍、10倍のポイントが加算される。ゴーゴーコープデー（旧名称:シニアコープデー、2019年11月21日から名称変更）等により5%引きとなった際に税抜き1,000円を下回るとポイント加算の対象とはならない。また、固定でポイントが設定されている「おすすめポイント品」はポイント5倍、10倍の対象外である。
レジ袋の受け取りを辞退すれば1回の買い物につき3ポイントが加算されていたが、レジ袋有料化と共に1ポイント加算に変更。その後、レジ袋辞退率が90％に達し、マイバッグの定着というノーレジ袋ポイントの役割を終えたということで、2010年（平成22年）6月20日をもって終了。また、廃食油の回収も行っており、500mlのペットボトル1本分で、3ポイントを付与される。
クレジットカード機能を持つ組合員カードは、北洋銀行との提携カード「cloverトドック」（2009年10月1日より）である。このカードでクレジット払いをした場合に5％引きになる日が設定されていたが、2018年3月をもって終了。コープさっぽろの利用時は支払い方法に関わらずコープさっぽろポイントのみが付与され、Oki Dokiポイントは付与されない。ちょこっとカードの機能が追加された「cloverトドック一体ちょこっとカード」への切り替えにより、クレジット決済に加えて、ちょこっとカードでの支払いも出来るようになっている。トドック・クルりん・エネコープ・トドック電力ではこのカードに限りクレジット決済が可能。（ポイントは通常ポイントのみ付与）
2017年4月より組合員証と電子マネーちょこっとカードが統合され、「ちょこっとカード」の使用を開始。このカードは従来通りポイントを貯められる他、WAONと同様にあらかじめチャージをして支払いに使用できる。ポイント1倍の日に買い物をした場合はポイント2倍、ポイント10倍の日に買い物をした場合はポイント11倍となる。オートチャージ機能を有効にすると500ポイント貯まると自動的に500円分としてチャージされる（カード発行時にオートチャージ機能を無効に出来、従来通りポイント券を発行して買い物に使用できる）。また、ちょこっとカードでの支払いで5％引き（クレジットカードや現金を兼用して買い物をした場合はちょこっとカード利用額のみが対象）・ちょこっとカードに1万円チャージ（数千円ごとに分けてのチャージは無効）毎にポイント付与を行う日が設定されている。（2019年10月4日まではコープ商品のプレゼントであった。）
2022年2月からは「トドックアプリ」に組合員証機能が導入され、ポイント付与・利用、ちょこっとカードでの支払いが可能となった。

## 店舗一覧
※ 現在、宗谷総合振興局管内（旭川地区）および檜山振興局管内（函館地区）には店舗を置いていない。

### 札幌地区
札幌市
- 中央区 - 植物園店（西区への本部移転に伴い閉店した本部店の代替店）、やまはな店、そうえん店
- 北区 - あいの里店、北12条店、とんでん店、しんことに店
- 東区 - 新道店、元町店
- 白石区 - LUCY（ルーシー）店（旧・大谷地店）、菊水元町店、川下店（旧・NOVA川下）、きたごう店、ほんどおり店、しろいし中央店
- 豊平区 - なかのしま店、美園店、月寒ひがし店
- 南区 - 西岡店、Socia（ソシア）店（旧・川沿店）、藤野店
- 西区 - にしの店、二十四軒店
- 厚別区 - ひばりが丘店、新さっぽろ店（BiVi新さっぽろ内）
- 手稲区 -  新はっさむ店、星置店、西宮の沢店
- 清田区 - 平岡店（旧・ルミネ平岡店）

※LUCY店とSocia店に関しては大型であり、売り上げも共にトップであるため基幹店として位置付けられている。

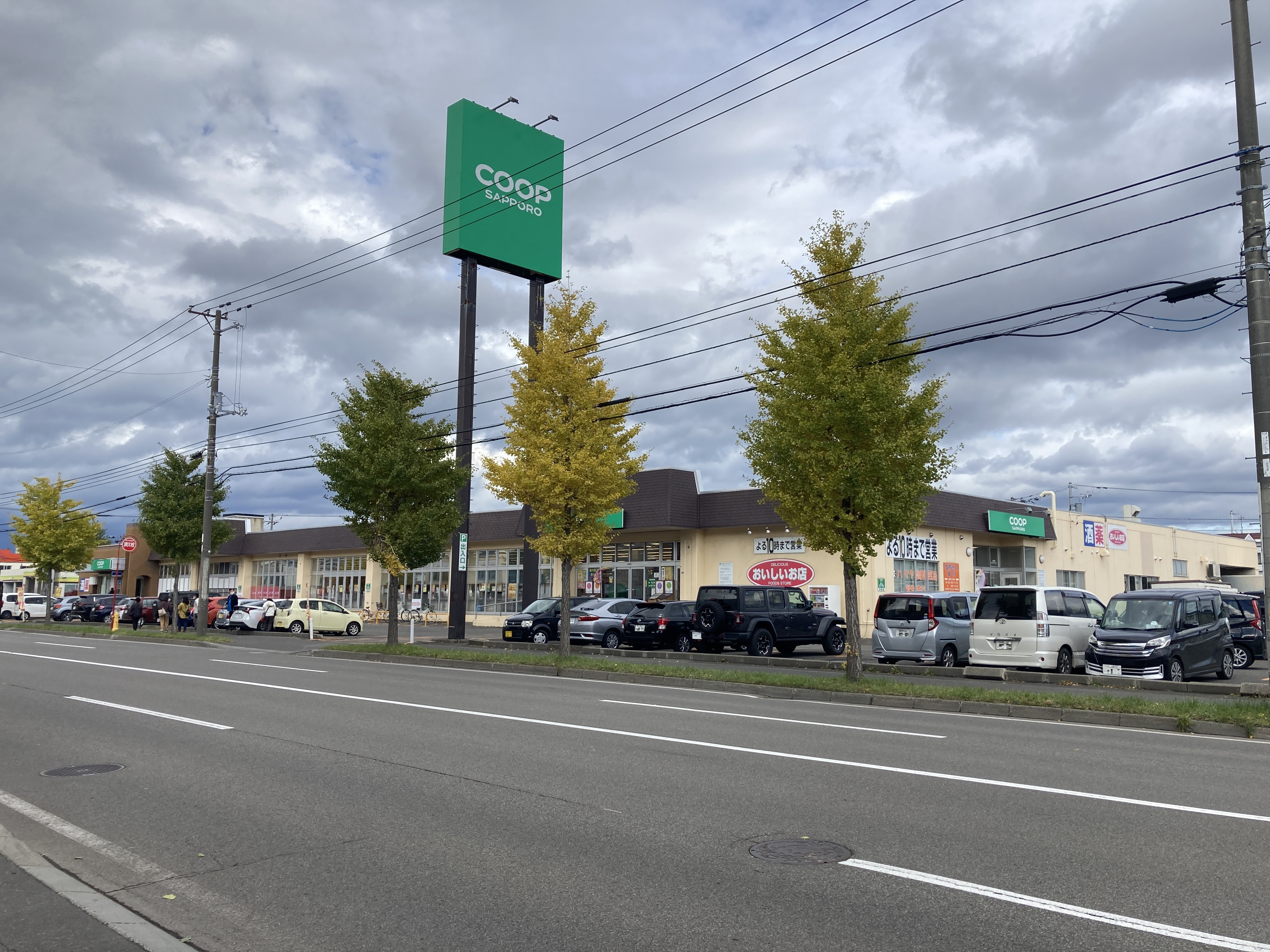
新はっさむ店（札幌市手稲区）
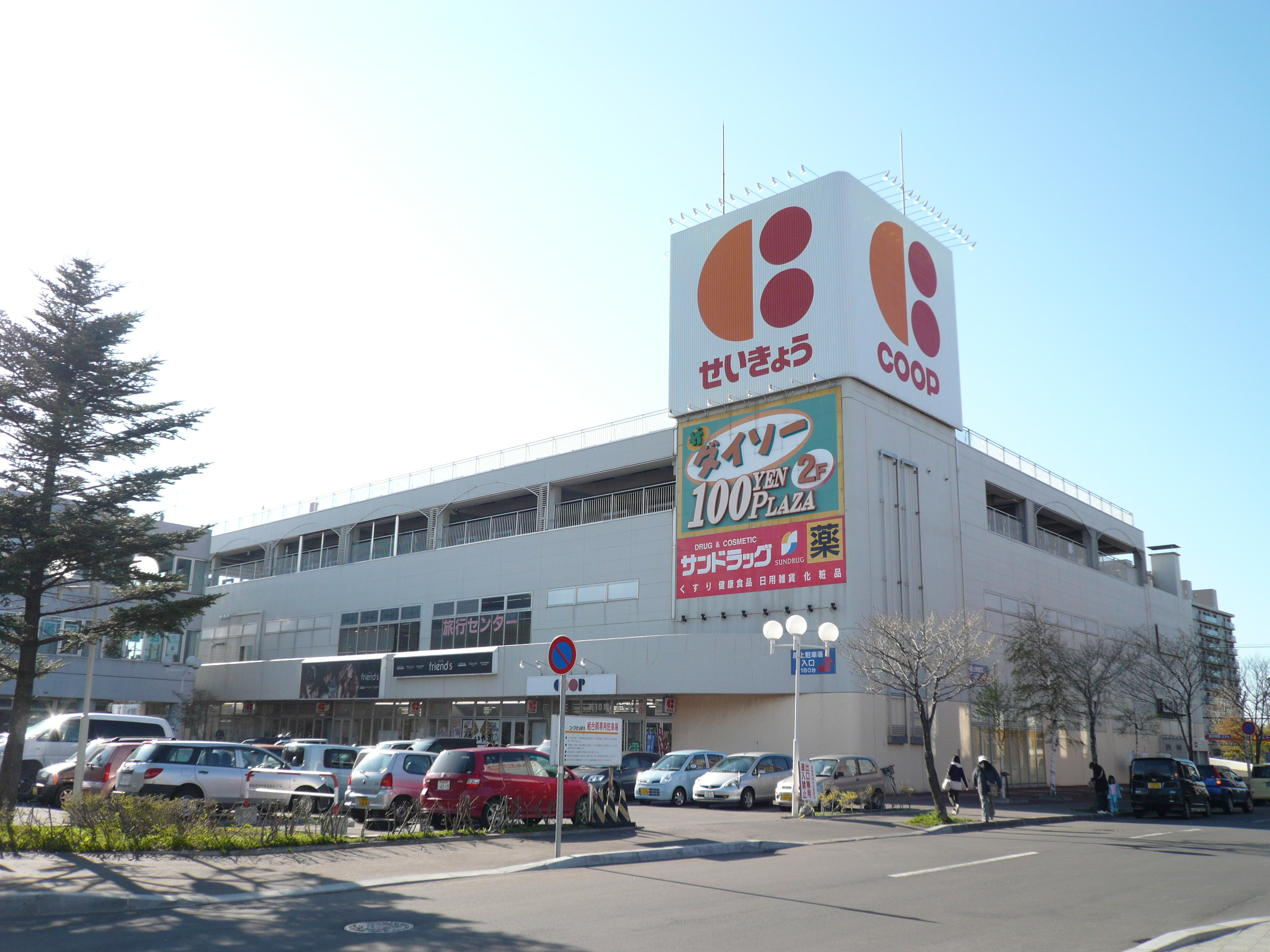
星置店（札幌市手稲区）
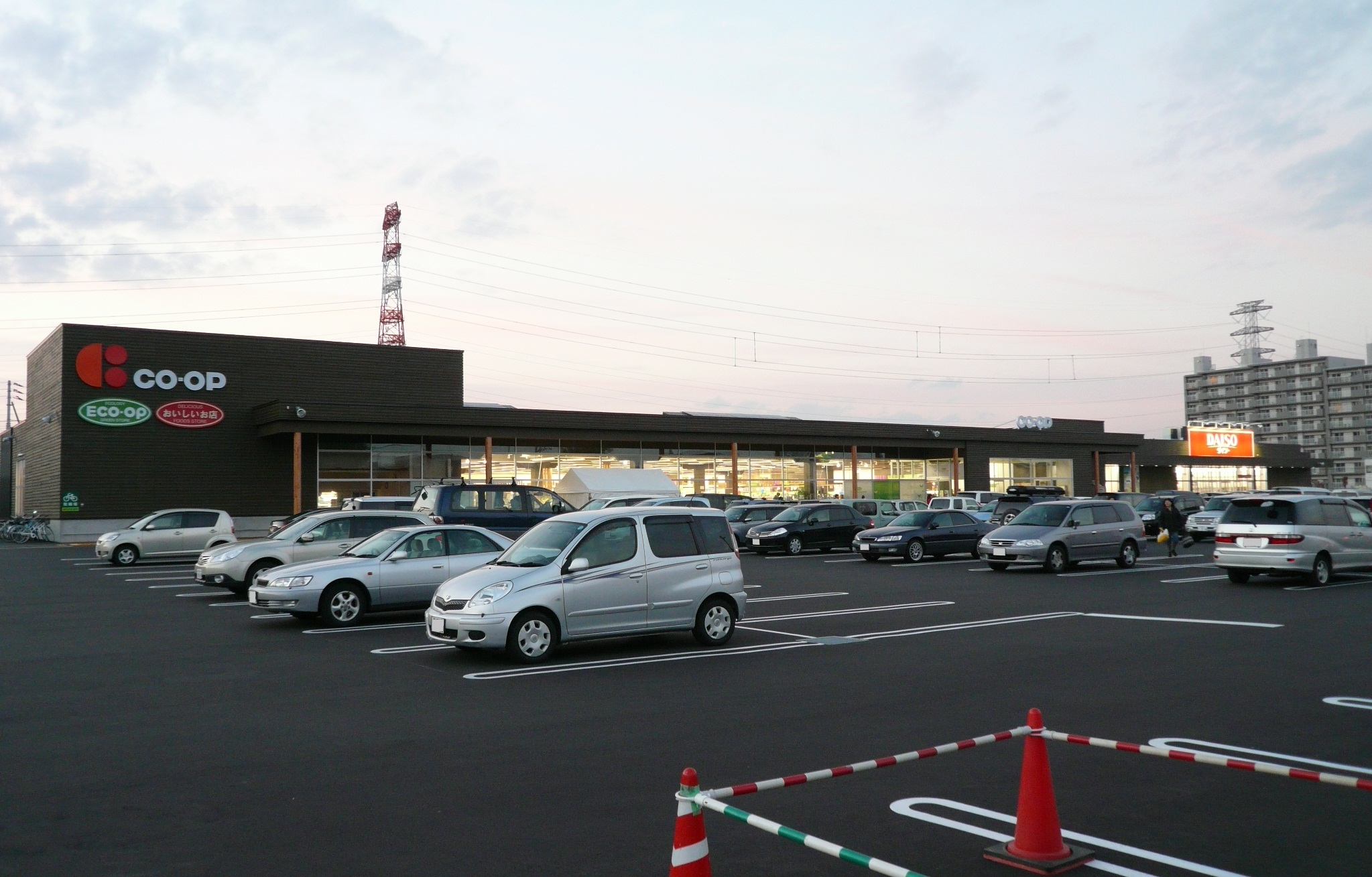
西宮の沢店（札幌市手稲区）
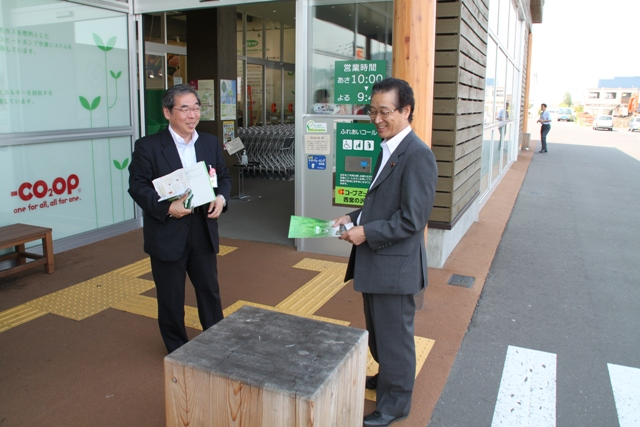
西宮の沢店（札幌市手稲区）を視察する佐々木隆博農林水産副大臣（当時）
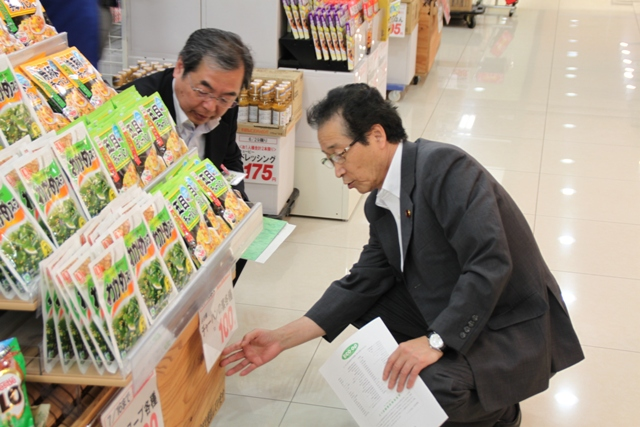
同
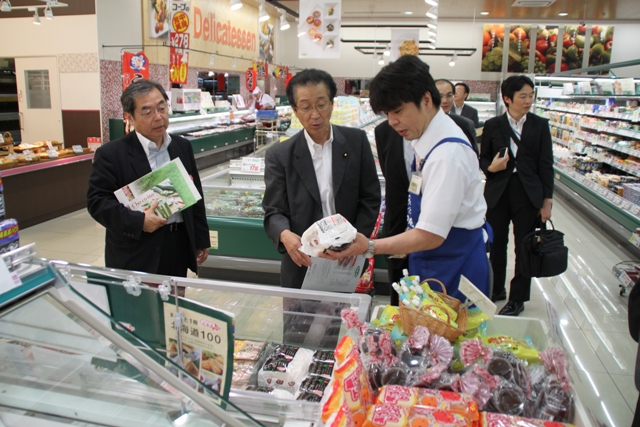
同

### 道央地区
石狩振興局管内（北広島市以北）
- 江別市 - えべつ店、のっぽろ店（旧・野幌店からの移転で2025年6月20日オープン[35]）
- 石狩市 - いしかり店（旧・花川店、旧NOVAいしかり）
- 北広島市 - エルフィン店（旧・ハイパーマートダイエー北広島店の建物を改装）、きたひろしま店（(旧)北広島店を建て替えのうえ2023年6月30日に再開業）

後志総合振興局管内
- 小樽市 - 小樽南店、みどり店
- 虻田郡倶知安町 - 倶知安店
- 余市郡余市町 - 余市店

空知総合振興局管内（南空知）
- 岩見沢市 - 岩見沢東店（旧・日の出生協と旧・4条生協を統合して、1992年旧・NOVA東町店開店。改装に併せて店名を現名にした後2008年移転）、岩見沢南店（1992年NOVA南店とするも2008年に現名に戻した）
- 夕張市 - ゆうばり店
- 美唄市 - びばい店

### 函館地区
渡島総合振興局管内
- 函館市 - 桔梗店、山の手店、ひとみ店、旭岡店、かじ店、湯川店、赤川店、末広西店、いしかわ店
- 北斗市 - ほくと店（上磯店からの移転）
- 上磯郡木古内町 - きこない店（旧・旭友ストアー木古内店、旧・プラザさいとう木古内店）
  - 知内町 - しりうち店
- 松前郡福島町 - ふくしま店（旧・旭友ストアー福島店、旧・プラザさいとう福島店）

### 室蘭地区
胆振総合振興局管内（中・西胆振）
- 室蘭市 - 東むろらん店、しが驛前店(旧・志賀綜合食料品店室蘭驛前店）
- 伊達市 - だて店
- 登別市 - のぼりべつ桜木店（旧・志賀綜合食料品店桜木店）、のぼりべつ東店(旧・旭友ストアー登別店、旧・プラザさいとう登別店）、しがイースト店(旧・志賀綜合食料品店イースト店）
- 白老郡白老町 - パセオしらおい店（旧・旭友ストア白老店、旧・プラザさいとう白老店）

### 苫小牧地区
胆振総合振興局管内（東胆振）
- 苫小牧市 - 栄町店、ステイ店、パセオ川沿店、ぬまのはた店[注 5]
- 勇払郡むかわ町 - パセオむかわ店

日高振興局管内
- 浦河郡浦河町 - パセオ堺町店、東町店
- 日高郡新ひだか町 - しずない店
- 幌泉郡えりも町 - えりも店
- 様似郡様似町 - 様似店

石狩振興局管内（恵庭市以南）
- 千歳市 - パセオすみよし店、向陽台店
- 恵庭市 - 恵み野店

### 旭川地区
上川総合振興局管内
- 旭川市 - シーナ店（旧・永山店）、神楽店、忠和店、東光店（旧・ルミネ東光店）、春光店、ツインハープ店(旧・旭友ストアー)
- 富良野市 - 富良野店

留萌振興局管内
- 留萌市 - るもい店
- 苫前郡羽幌町 - はぼろ店
- 天塩郡遠別町 - えんべつ店（旧・Aコープえんべつ店）
- 増毛郡増毛町 - ましけ店（旧・チューオー増毛店）

空知総合振興局管内（北・中空知）
- 深川市 - ふかがわ店
- 滝川市 - 滝川店（旧・新町店）
- 砂川市 - 砂川店
- 赤平市 - あかびら店

### 北見地区
オホーツク総合振興局管内
- 北見市 - みわ店、きたみ春光店、きよみ店
- 網走市 - あばしり店
- 網走郡美幌町 - びほろ店
- 紋別郡遠軽町 - プラザ店、遠軽みなみ店

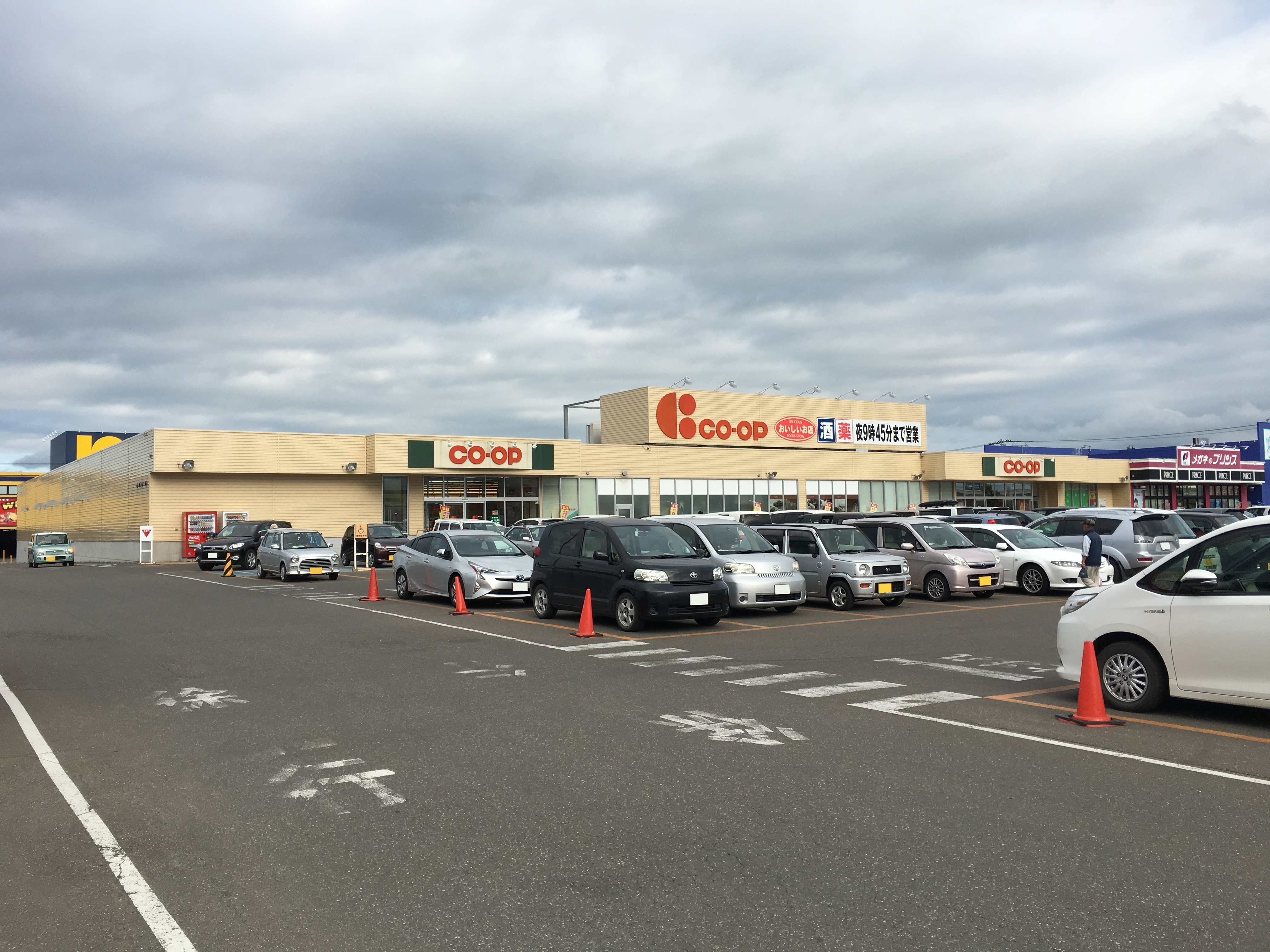
みわ店（北見市）
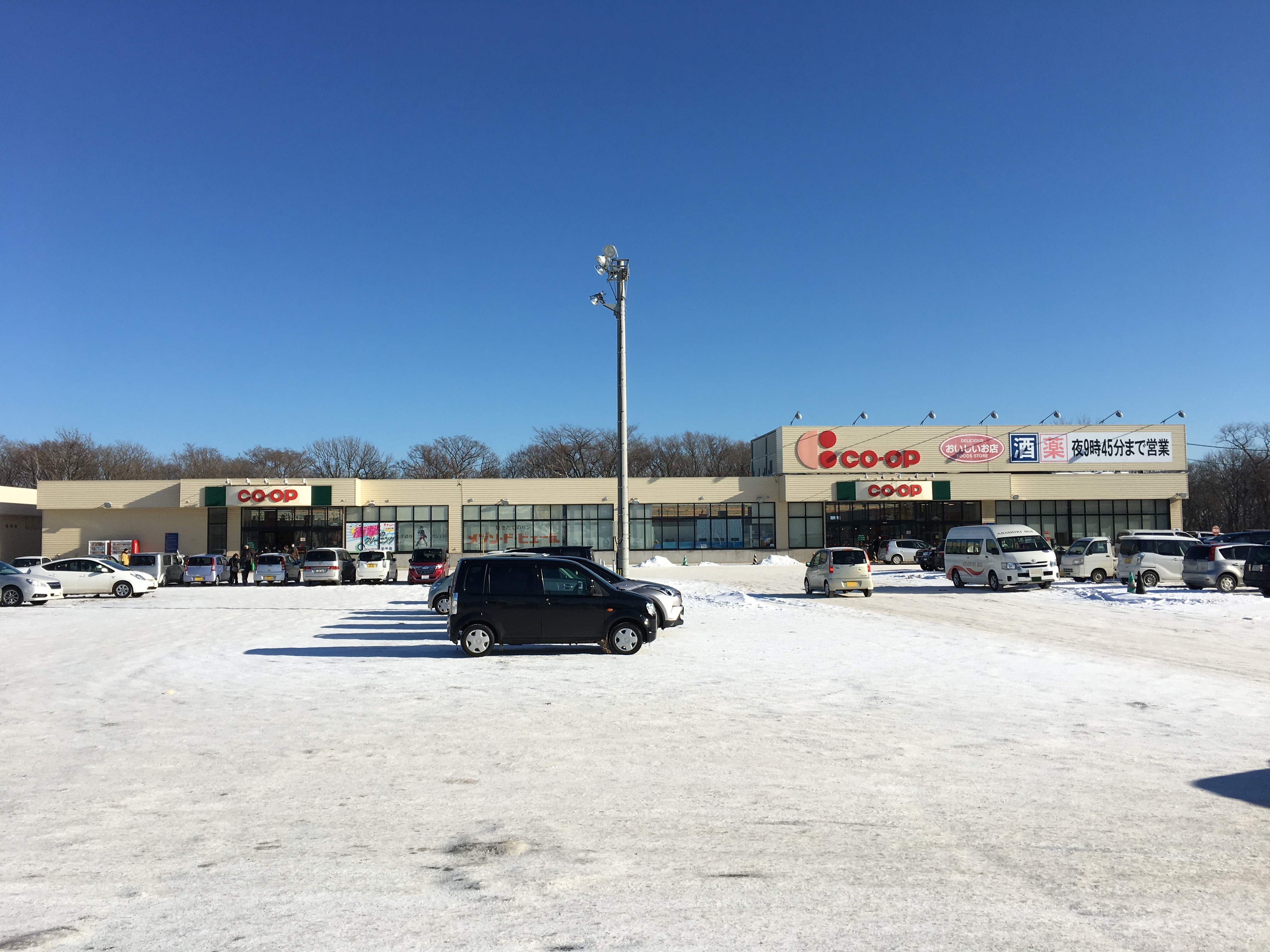
あばしり店（網走市）
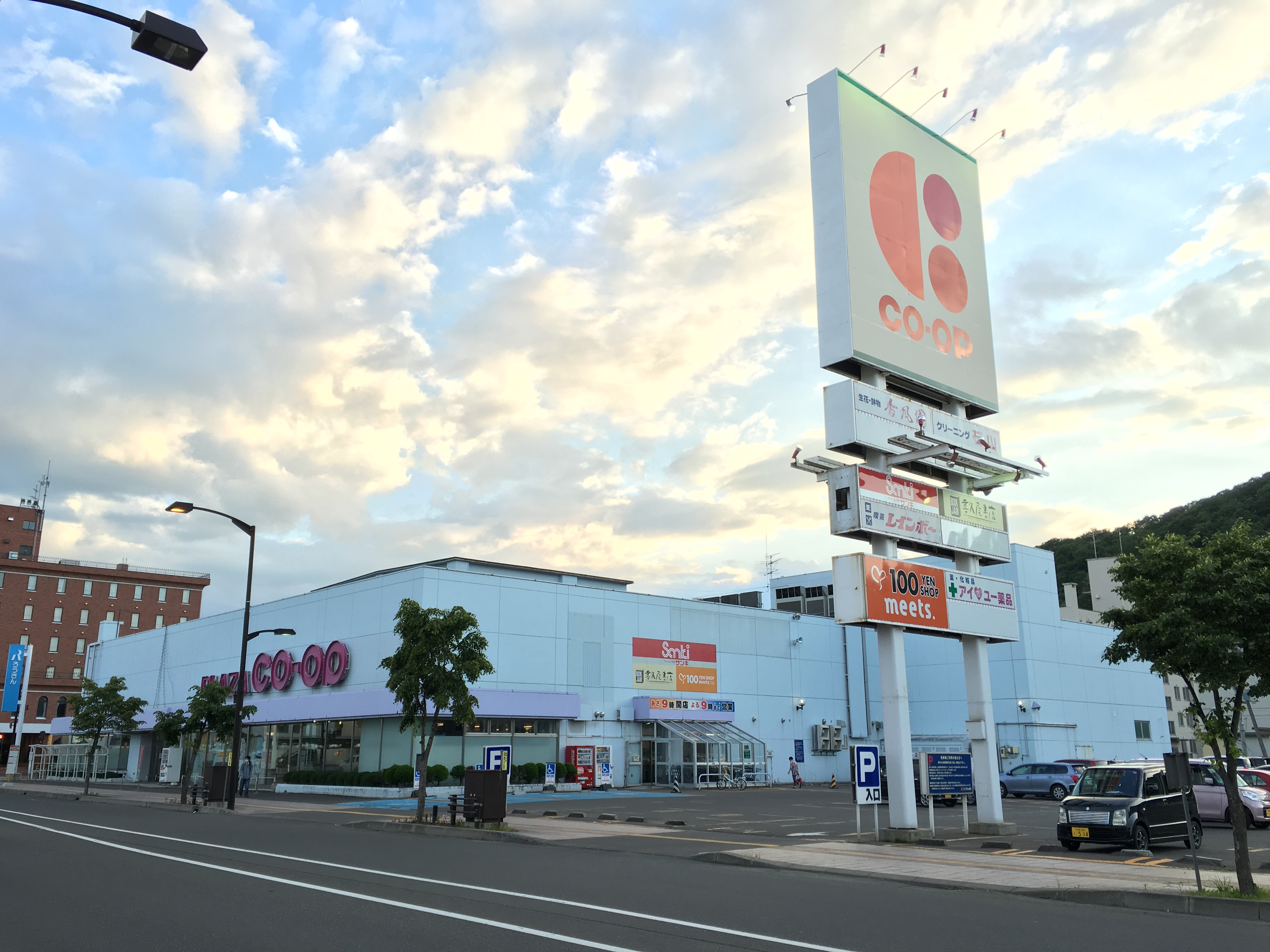
プラザ店（紋別郡遠軽町）
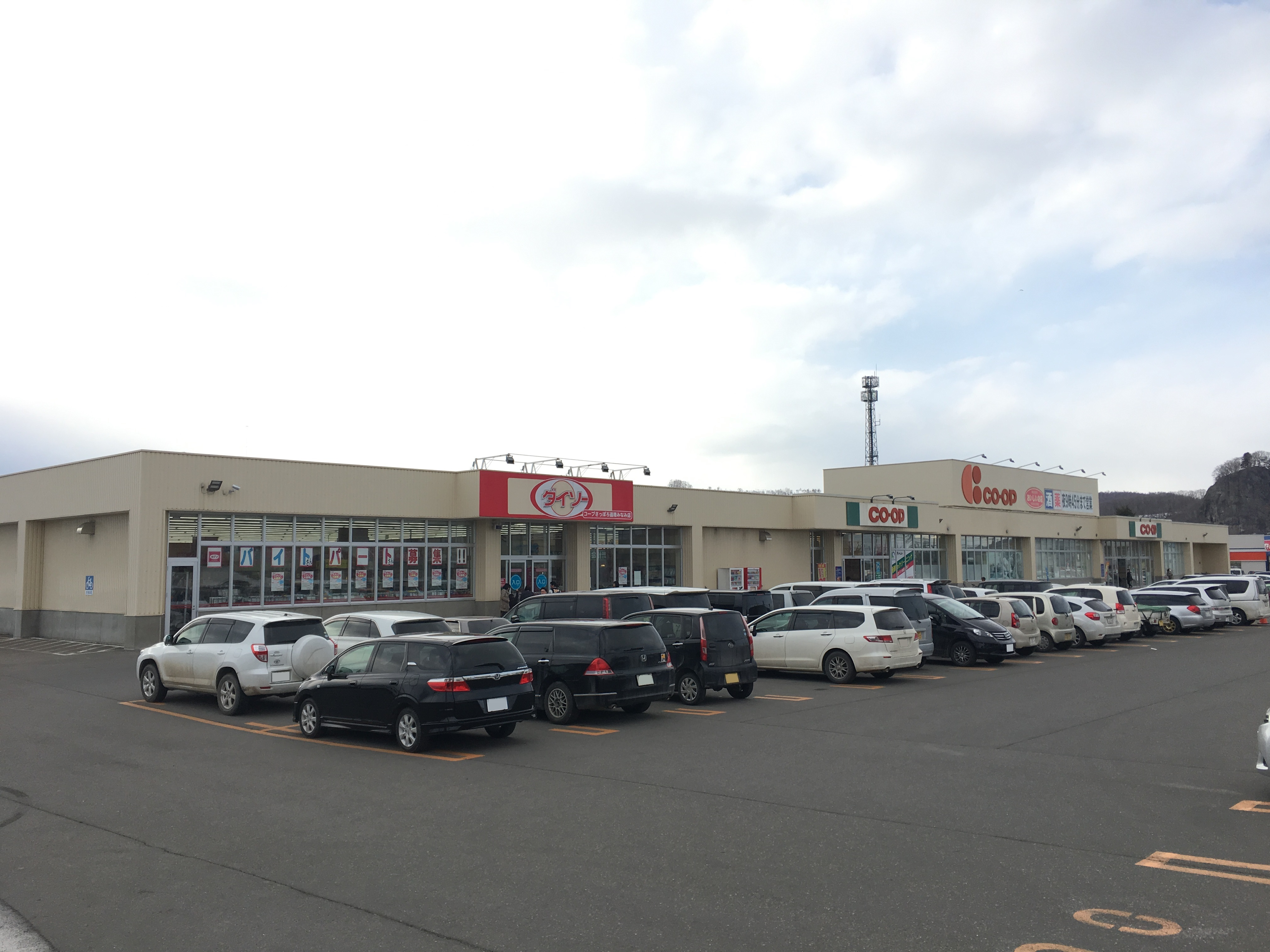
遠軽みなみ店（紋別郡遠軽町）

### 帯広地区
十勝総合振興局管内
- 帯広市 - ベルデ店、かしわ店
- 中川郡幕別町 - さつない店
- 広尾郡大樹町 - たいき店（道の駅「コスモール大樹」内、旧・コスモフード大樹からの事業譲渡）

### 釧路地区
釧路総合振興局管内
- 釧路市 - 貝塚店（旧・ハイパーマートダイエー釧路店の建物を改装）、桜ヶ岡店（旧釧路市民生活協同組合桜ヶ岡本店。旧釧路市民生活協同組合の前身のひとつ「太平洋炭砿生活協同組合」発祥店舗でもあった）、中央店（初代店舗は前述「桜ヶ岡店」同様の二階建て大型店（屋上に専用駐車場）であったが、近隣に移転した現店舗は平屋建て中型店舗（但し、敷地面積は初代店舗より若干広い）となっている）、星が浦店、新橋大通店
- 釧路郡釧路町 - 曙店

根室振興局管内
- 根室市 - ねむろ店
- 標津郡中標津町 - なかしべつ店（長崎屋店内）
- 野付郡別海町 - べつかい店

## 閉店店舗

### 全道統合後の閉店店舗
- 手稲店（札幌市手稲区） - 店舗建替えの為2007年4月15日閉店。
- 鍛治町店（函館市） - 店舗建替えの為2007年4月15日閉店。
- 富士見店（釧路市） - 2007年9月23日閉店[37]（前述「桜ヶ岡店」および「中央店」初代店舗同様の二階建て大型店）。解体後、ツルハドラッグ富士見店が出店。
- 宮の沢店（札幌市西区） - 2007年10月7日閉店[37]。
- 錦岡店（苫小牧市） - 旧道央市民生協からの店舗。2007年10月21日閉店[37]。
- 近文店（旭川市） - 2007年10月28日閉店[37]。ツルハドラッグ近文店が居抜き出店（閉店済）。
- （旧）遠軽みなみ店（遠軽町） - （新）遠軽みなみ店に移転の為2007年11月11日閉店[38]。
- 本通店（函館市） - 2008年5月18日閉店[39]。
- （旧）みわ店（北見市） - （新）みわ店に移転の為2008年9月閉店。
- 沼ノ端店（苫小牧市） - 旧道央市民生協からの店舗。2008年9月21日閉店[40]。
- 人見店（函館市） - ひとみ店に移転の為2008年11月閉店。
- （旧）中央店（釧路市） - （新）中央店に移転の為2009年5月閉店。
- （旧）べつかい店（別海町） - 別海農協からの引継店舗。（新）べつかい店に移転の為2009年12月閉店。
- （旧）岩見沢東店（岩見沢市） - （新）岩見沢東店に移転の為2010年3月閉店。
- 新川3条店（札幌市北区） - 2010年3月20日閉店。
- ひまわり店（札幌市北区） - 2010年11月20日閉店[41]。
- 弥生店（苫小牧市） - 旧道央市民生協からの店舗。2011年6月20日閉店[40]。
- 高台店（千歳市） - 旧道央市民生協からの店舗。2011年8月31日閉店。サツドラ千歳高台店（旧サッポロドラッグストアー）が居抜き出店。
- 新川店（札幌市北区） - 2011年10月20日閉店[42][43]。
- はぎの店（白老町） - 2011年10月20日閉店。
- あさひ町店（旭川市） - 2011年10月20日閉店。解体後、はま寿司旭川旭町店が出店。
- （旧）びほろ店（美幌町） - （新）びほろ店に移転の為2011年11月閉店。
- 新琴似店（札幌市北区） - とんでん店に移転の為2011年11月20日閉店[44]。2階テナントのサンキがフロアを拡大。
- しが輪西店（室蘭市） - 2012年8月20日閉店。ホームストアが居抜き出店[45]。
- 北郷店（札幌市白石区） - 店舗建替えの為2014年1月13日閉店[46]。
- しがイースト店（登別市） - 店舗建替えの為2014年4月20日閉店[47]。
- ていね店（札幌市手稲区） - 2015年8月31日閉店[48]。デュアルカナムシステムメンテナンスセンターが居抜きで入居[49]。
- 本郷店（札幌市白石区） - ほんどおり店に移転の為2016年10月23日閉店。
- 琴似24軒店（札幌市西区） - 二十四軒店に移転の為2016年11月27日閉店。メディカルスクエア北円山が居抜きで入居[50]。
- 深川店（深川市） - ふかがわ店に移転の為2017年11月閉店。
- 4条通り店（旭川市） - 2019年9月20日閉店[51]。解体後、ツルハドラッグとスシローが出店[52]。
- 赤川店（函館市） - 2019年9月30日閉店[53]。
- 中の島店（札幌市豊平区） - なかのしま店に移転の為2019年10月3日閉店[54]。ブックオフ・ハードオフ・オフハウスが居抜き出店。
- アモール店（旭川市） - 2019年10月31日閉店。ザ・ビッグが居抜き出店[55]。
- 新琴似南店（札幌市北区） - しんことに店に移転の為2019年11月10日閉店[56]。
- 夕張清陵店（夕張市） - ゆうばり店に移転の為2020年9月14日閉店[57]。
- オタモイ店（小樽市） - 2021年9月30日閉店[58]。
- 白糠店（白糠町） - 2021年12月31日閉店[59]。ツルハドラッグが居抜き出店[60]。
- 静内店（新ひだか町） - しずない店に移転の為2022年3月13日閉店[61]。無印良品が居抜き出店[62]。
- 北広島店（北広島市） - 店舗建替えの為2022年5月20日閉店[63]。
- 春採店（釧路市） - 2023年10月31日閉店[64]。サンドラッグが居抜き出店予定[65]。
- ときわ店（苫小牧市） - 2024年10月6日閉店[66][67]。旧・志賀綜合食料品店 FOOD!100ときわ店。2025年2月28日、跡地にサンドラッグが出店[68]。
- 桜木店（苫小牧市） - 2024年10月13日閉店[69][70]。 旧道央市民生協からの店舗。
- 野幌店 - 2025年6月10日閉店。6月20日オープンののっぽろ店へ移転のため[35]。

### 全道統合前に閉店した店舗

#### 札幌市
- 豊平区
  - 月寒店（更地→マンション）
  - 中央月寒店（ニトリ→フリエ）
  - 福住店
  - 平岸店
  - 末広店
  - 北野通店（BOOK･NET･ONE→小児科医院）
- 北区
  - 北33条店（須貝興行の『東洋ボウル』の建物を流用→ベスト電器札幌本店→テックランド札幌北33条店→2024年3月 - 解体）※解体工事中にコープのロゴが出現したことがある。
  - （旧）屯田店（2001年9月23日閉店。→アミューズメント機器会社の倉庫→更地→2008年12月にパチンコ店プレイランドハッピー屯田4条店）
  - 篠路店（→トドック配送センター）
  - 西篠路店（2001年閉店）
  - 新琴似駅前店（→更地）
- 西区
  - 山の手店
  - 広島通店
  - 西野南店
  - 上手稲店(→札幌温泉バーデンハウス→なごみ介護センター→解体)
  - 発寒店（現在は本部）
- 白石区
  - 白石店
  - 南郷通店
- 東区
  - 栄町店（2001年閉店）
  - 大学村店
  - 南元町店
  - 苗穂店
- 中央区
  - 南16条店
  - 中島公園店（2003年8月閉店→スーパーチェーンシガ中島公園店→ラルズマート中島公園店）
  - 桑園店（2000年11月14日 火災のため鉄骨造り3階建て店舗がほぼ全焼）
  - 本部店（→植物園店）
  - 南円山店
  - 北円山店
  - 南山鼻店
- 南区
  - 澄川店（澄川3-4 4番地）
  - 真駒内団地店
  - 真駒内（グリーンプラザ）店（閉店→?→ケイズフレッシュマート→倒産→スーパーチェーンシガ真駒内店→ラルズマート真駒内上町店）
- 厚別区
  - 厚別東店
- 清田区
  - 美しが丘店（2002年9月15日閉店）
- 手稲区
  - 富丘店（閉店→旭川電気軌道系の旭友ストアー手稲富丘店(2010年2月14日閉店)→スーパーセンタートライアル富丘店（2012年10月17日開店、2014年8月24日閉店）→自動車店「FLEX札幌西店」）
  - 稲穂店
  - あけぼの店

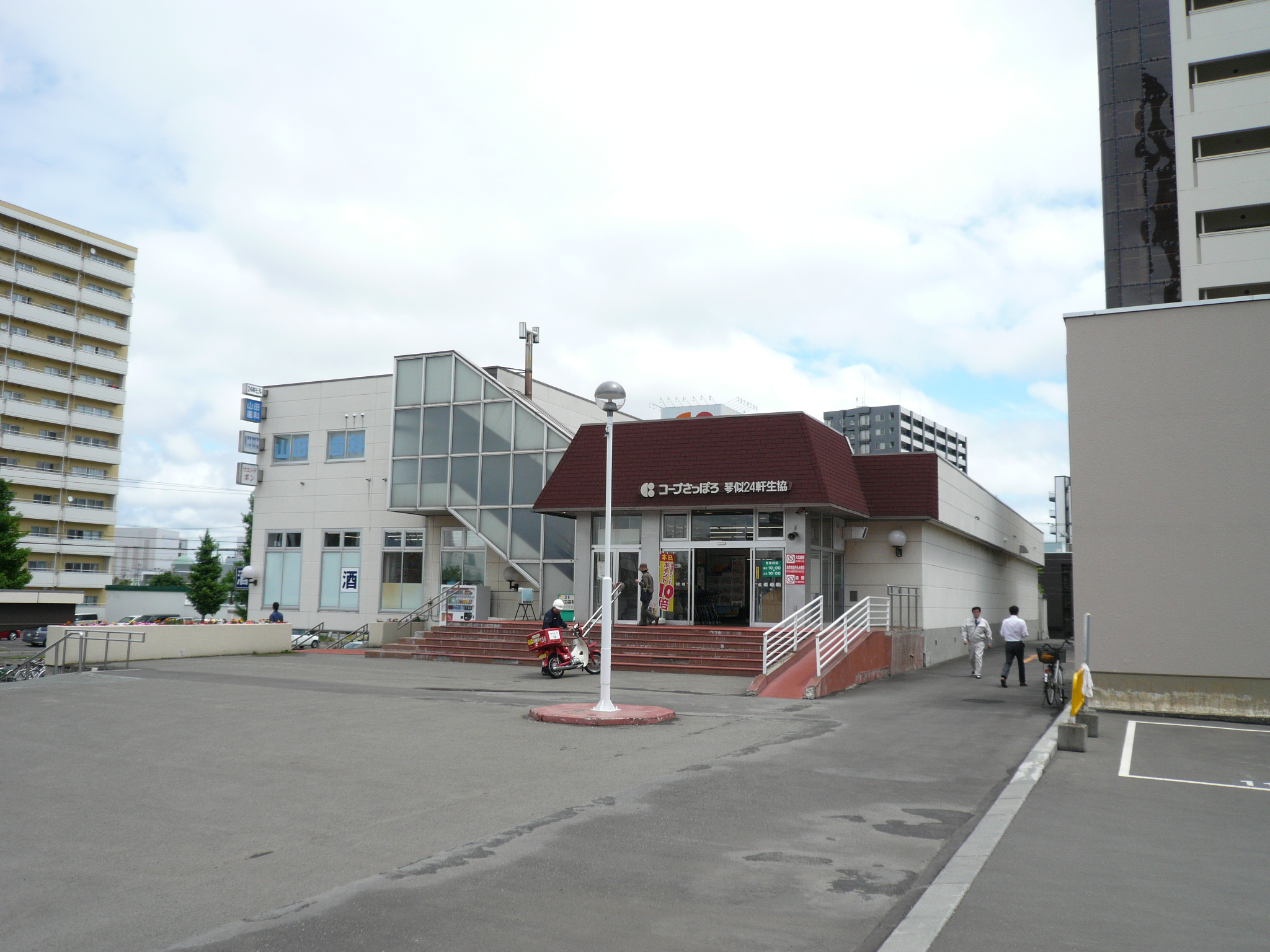
旧コープさっぽろ琴似24軒店（札幌市西区）
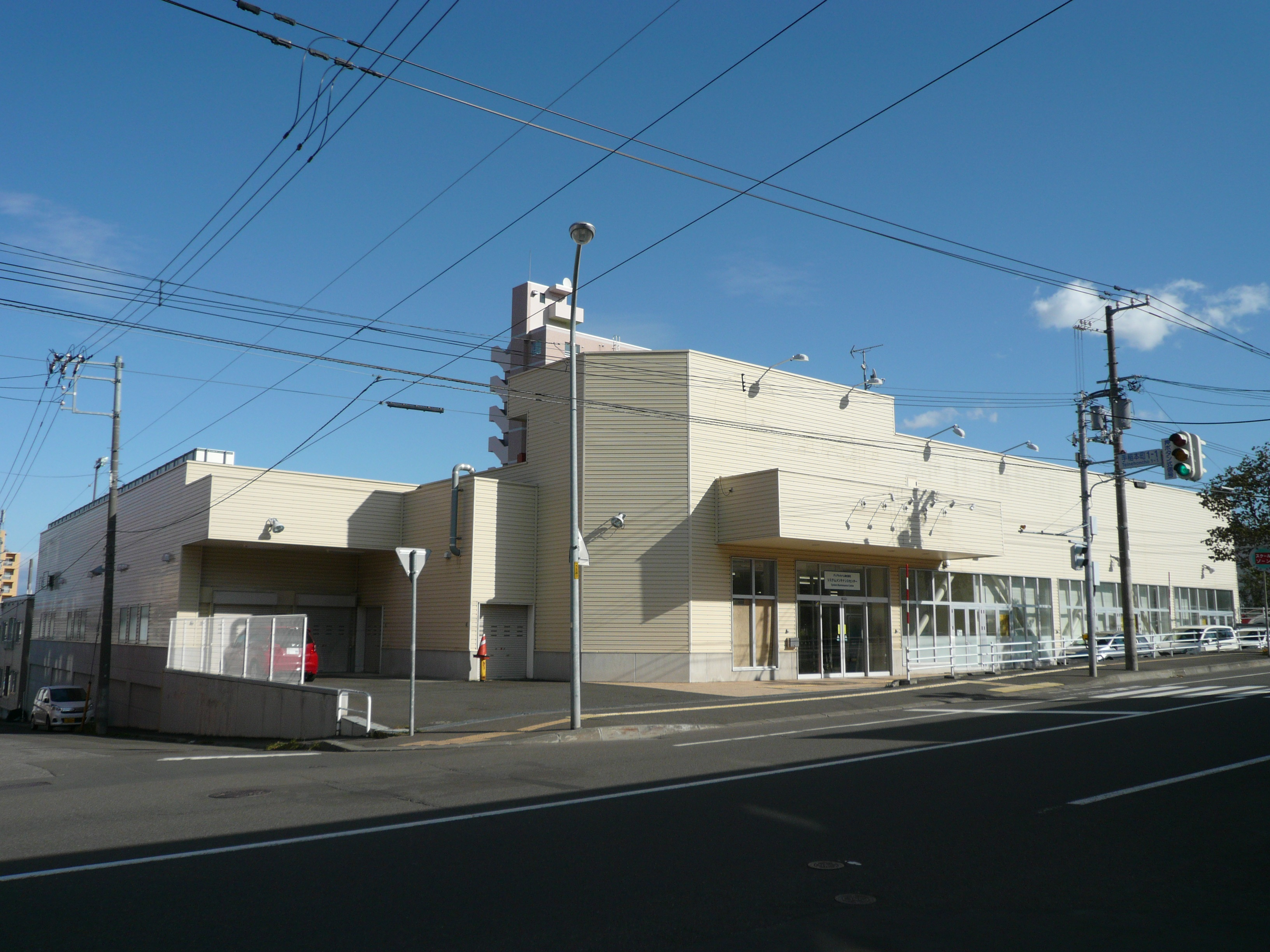
旧コープさっぽろていね店（札幌市手稲区）

### 道央地区
石狩振興局管内（北広島市以北）
- 江別市 - 江別店
- 石狩市 - 花川南店（→インテリア会社の倉庫）
- 北広島市 - 広島南店

後志総合振興局管内
- 小樽市 - 手宮店（2001年10月7日閉店）、若松店（2002年10月13日閉店）、望洋台店（2002年10月27日閉店）

空知総合振興局管内（南空知）
- 岩見沢市 - 一条店（旧ボウリング場の建物を利用→1980年閉店。→文具商社）中央店、七条店（1980年閉店。→空き地）、日の出店、八条店（旧ボウリング場を利用→1985年閉店。→物流倉庫→閉鎖、更地→パチンコ店）
- 夕張郡栗山町 - 栗山店
- 美唄市 - 美唄旭店（2001年閉店）

### 函館地区
渡島総合振興局管内
- 函館市 - 白鳥店

檜山振興局管内
- 檜山郡江差町 - 江差店（2002年3月31日閉店）

### 苫小牧地区
胆振総合振興局管内（東胆振）
- 苫小牧市 - 東糸井店（道央市民生協時代からの店舗→2007年2月25日閉店→暮しの衣料げんたろう 苫小牧日吉店→倒産・閉店→空き地→ツルハドラッグ苫小牧日吉店）、糸井団地店（更地→高齢者介護施設）、本町店（空き店舗）、中野店、花園店（なんでもリサイクルビッグバン→空き店舗→更地→丸亀製麺苫小牧店）

石狩振興局管内（恵庭市以南）
- 千歳市 - 朝日店（→パッケージプロショップぱっくぱっく）、新富店（→更地→サンクス千歳新富店→ひよこ保育園）

### 旭川地区
上川総合振興局管内
- 旭川市 - 末広店（→アークスグループのふじ（現：道北アークス）が経営するベストプライス末広東店）、旭町店（→暮しの衣料げんたろう 旭川旭町店）、豊岡店（閉店、更地→コンビニエンスストア）、春光東店（→BOOK&DVD MEGASPOT）、東5条店、（旧）春光店、東光3条店（→トドック配送センター）、東光店、、南2条店（閉店、更地→コンビニエンスストア）
- 士別市 - 士別店（2002年9月22日閉店）

空知総合振興局管内（北・中空知）
- 滝川市 - 滝の川店（1990年に破綻した桝田建材「ホームセンターマスダ」跡地に居抜き出店。当店閉店後、カウボーイ滝川店となるが2007年12月閉店。現在更地）、栄町店（空知市民生協時代の店舗。閉店後、名店ビル仮店舗・滝川振興公社滝川第一パーキングビルを経て、現在「まちづくりセンターみんくる」）
- 赤平市 - 赤平店（赤平市錦町に所在した旧店舗。2002年閉店）
- 芦別市 - 芦別店（2002年6月16日閉店）

### 釧路地区
釧路総合振興局管内
- 釧路市 - 弥生店（2006年11月19日閉店、→くしろ市民生協時代からの店舗、→更地）、新富士店（閉店時期、住所、不明）

## 主な店舗

### 店舗情報（札幌市）
- LUCY（ルーシー）店（旧・大谷地店） - 札幌市白石区栄通に所在する店舗。本館と新館がある。店舗オリジナルキャラクターは、「ルーシーちゃん」。

LUCY（Life,Useful & Cultural,for You、和訳：文化的で有益なくらしをあなたに）
命名由来は、エチオピアで発見された化石人骨ルーシー (アウストラロピテクス)による。1977年9月28日大谷地店として開店。1991年4月26日LUCY店として改装オープン（新館は新築）。
本館（地上2階→新設部分のみ、3階建て）には、当時、商業施設には珍しい屋内型温水プール（現在も稼働中、スイミングスクールなど開講）を新設。新館（2階建て）を新たに創設。本館と新館を繋ぐ通路「虹のトンネル」（当時は、虹に見立てた装飾が成されていた。現在は、その面影も無く、ただの通路となっている）と立体駐車場を設けた。改装の目玉（店舗のシンボル）として、新たに作られた本館の吹きぬけにオリジナルキャラクターをかたどった大きなからくり時計が設置（現在は、取り外されサービスカウンターに移設）された。その後、小規模な改装を度々行い、現在の店舗になった。
過去には、本館1階東側出入口に、花屋・レストラン。2階には、フードコート・ロッテリア。新館2階にファーストフード店「クレヨンタイム」の他、店内には、自社の売り場（衣料品・電化製品・寝具・文具・書籍・スポーツ用品）など、生活に必要な身の回り用品一式が揃う店舗であった。
現在は、生活用品・食料品売り場以外全てテナント運営（マクドナルド・ミスタードーナツ・サンキ・文教堂・ゲオ・ニューステップ・サンドラッグなどが出店）に変貌し、毎年秋季には、豊饒祭が開催される。
- Socia（ソシア）店（旧・川沿店） - 札幌市南区川沿に所在する店舗。

由来はSocia（Social（社会的、社交的な））から。
1976年に旧サッポロ東宝ボウルの建物を改装してオープン。LUCY店と共に旗艦店として位置付けられており、売り上げもトップである。テナントはソシアスイミングスクール(元子会社、後にフージャースホールディングス傘下のスポーツアカデミーに譲渡)、無印良品、ダイソー、味の時計台、ビーフインパクト、モスバーガー、サザエ食品、柳月、鮮魚かなざわ。かつてはマツヤデンキ→ベスト電器（いずれもヤマダグループ、ニトリ、KFC、ファミリーレストラン、回転寿司店、マクドナルド、北洋銀行川沿支店（銀行ATMは引き続き出店）がテナント入居していた。竣工から50年近くが経過しており、老朽化が目立つため近年大規模な改装を数回行なっている。

## トドック
コープさっぽろではこれまで組合員向けに3人以上班単位で利用する協同購入と1人でも利用可能な戸別配送を行ってきた。2006年10月30日、これらを統合して「コープ宅配システム トドック」とした。由来は「商品が届く（とどく）」から。同時に白クマのマスコットキャラクター「トドック」も誕生した。そのマスコットキャラクター「トドック」が踊る「トドックダンス」なるものがCMで放送されている。振付はパパイヤ鈴木が担当している（なおパルシステム生活協同組合連合会の「こんせんくんダンス」も鈴木の振り付けである）。なお、トドックの配送は地区にもよるが外部の業者に委託している（札幌軽量急送㈱）

## テレビ番組
- 日経スペシャル カンブリア宮殿 業界激震!スーパーマーケットの革命者たち（2012年10月18日、テレビ東京） - 「コープさっぽろ」「大黒天物産株式会社」「株式会社 福島屋」の3つのスーパーを取材[72]。